# پدیده کوبنر

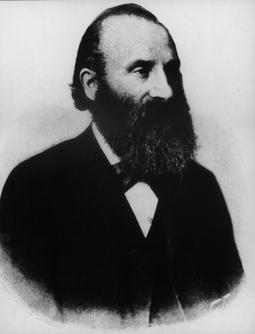
هاینریش کوبنر (۱۹۰۴-۱۸۳۸)

پدیده کوبنر (Koebner Phenomenon) که گاهی به عنوان «پاسخ کوبنر» یا «پاسخ یکریخت» نیز شناخته می‌شود به بیماری‌های پوستی اشاره دارد که در پاسخ به تروما و آسیب‌های فیزیکی در نواحی خاصی از پوست ظاهر می‌شوند. این پدیده به‌ویژه هنگامی رخ می‌دهد که پوست تحت فشار یا تحریک قرار گیرد، به‌طوری که ضایعات پوستی به صورت خطوط و الگوهای خاص در ناحیه آسیب‌دیده نمایان می‌شود.
پدیده کوبنر معمولاً پس از مواجهه با عواملی مانند خش، سوزش یا آسیب فیزیکی به پوست ایجاد می‌شود. این آسیب‌ها می‌توانند از ساده‌ترین خراش‌ها تا تروماهای شدیدتر متغیر باشند. از جمله بیماری‌های پوستی که در پاسخ به چنین شرایطی می‌توانند به صورت خطی و یا در نواحی آسیب‌دیده ظاهر شوند، می‌توان به زگیل آبکی، زگیل معمولی و درماتیت توکسیکدندرون اشاره کرد. به عنوان مثال، زگیل و ضایعات زگیل آبکی اغلب در الگوهای خطی که خود فرد به‌طور عمدی یا غیر عمدی ایجاد می‌کند، دیده می‌شوند؛ این الگوها ممکن است به دلیل خراشیدن یا فشار به پوست به‌وجود آیند، که به آن اصطلاحاً «تلقیح خودکار» می‌گویند.
درماتیت توکسیکدندرون، که به دلیل تماس با گیاهان سمی مانند پیچک سمی آمریکایی ایجاد می‌شود، اغلب پس از خراشیده شدن پوست توسط بخش‌هایی از این گیاهان در نواحی آسیب‌دیده بروز می‌کند.
در کنار این‌ها، پدیده کوبنر ممکن است در بیماری‌های پوستی ثانویه‌ای مانند ویتیلیگو، پسوریازیس، لیکن پلان، نیتیدس پلان، پیتریازیس روبرا پیلاریس و کراتوسیس فیلیکیلورایس (که به آن بیماری دریر نیز گفته می‌شود) مشاهده شود. در این شرایط، آسیب یا تحریک فیزیکی به پوست می‌تواند موجب بروز ضایعات پوستی در نواحی آسیب‌دیده شود، که این امر به‌ویژه در افراد مستعد به این بیماری‌ها بیشتر دیده می‌شود.
در سال‌های اخیر، مطالعات بیشتری در زمینه پدیده کوبنر انجام شده است که نشان می‌دهد عوامل ژنتیکی و محیطی می‌توانند نقش مهمی در بروز این پدیده ایفا کنند. به‌ویژه، تحقیقات نشان داده‌اند که تغییرات هورمونی، استرس و حتی عفونت‌های ویروسی مانند ویروس اپشتین-بار (EBV) می‌توانند تحریک‌کننده‌های اضافی برای بروز ضایعات پوستی در بیماران مبتلا به بیماری‌هایی مانند پسوریازیس و ویتیلیگو باشند.
همچنین، در این دوران توجه به ارتباط پدیده کوبنر با درمان‌های پزشکی نیز افزایش یافته است. به عنوان مثال، در برخی از درمان‌ها که نیاز به تزریق داروها یا مواد دیگر به داخل پوست دارند، ممکن است پدیده کوبنر رخ دهد و ضایعات جدیدی در نواحی تزریق شده بروز کند. این نکته به‌ویژه در درمان‌های بیولوژیکی و درمان‌های سیستمیک که در درمان بیماری‌های پوستی مزمن مانند پسوریازیس استفاده می‌شود، اهمیت زیادی دارد.
تحقیقات جدید همچنین بر لزوم توجه به پیشگیری و مدیریت به‌موقع پدیده کوبنر تأکید دارند، زیرا این پدیده می‌تواند در بسیاری از مواقع به تشدید بیماری‌های پوستی و آسیب‌های روانی ناشی از تغییرات ظاهری منجر شود. از این رو، پزشکان اکنون توصیه می‌کنند که بیماران مستعد به پدیده کوبنر از آسیب‌های فیزیکی به پوست جلوگیری کنند و در صورت بروز هرگونه ضایعه پوستی جدید، به‌ویژه در نواحی حساس، فوراً به پزشک مراجعه کنند.